# Josip Belušić
Josip Belušić, né le 12 mars 1847 à Županići dans l'empire d'Autriche (actuelle Croatie) et mort le 8 janvier 1905 à Trieste, est un inventeur et professeur de physique et mathématiques autrichien d'origine croate.
Né dans une famille croate sur le territoire actuel de la Croatie à l'époque de L'empire d'Autriche, Josip Belušić fait ses études entre Pazin et Koper. Il termine ses études à Vienne, et devient professeur à Koper et plus tard à Casteluovo, près de Trieste. On se souvient principalement de Belušić pour son invention du indicateur de vitesse, qu'il brevète en 1888 et présente au monde en 1889, lors de l'Exposition universelle de Paris, après avoir mené deux expériences publiques entre l'Istrie et Trieste en 1887 et 1889,,,,.

## Biographie
Josip Belušić naît près de Labin en Istrie et grandit dans la petite ville de Županići, un village à la lisière de l'ancien empire d'Autriche. Belušić fait ses études à Pazin. Ce sont les prêtres de l'école de Pazin qui sont les premiers à remarquer son talent pour les sciences naturelles. Belušić poursuit et termine ses études à Vienne. Il est professeur à Koper à l'école impériale. Belušić présente son invention, l'indicateur de vitesse, à l'Exposition universelle de Paris de 1889, à l'occasion de laquelle la tour Eiffel est construite,. Belušić appelle initialement son appareil « Velocimeter ». Cependant, il est rebaptisé « Contrôleur automatique pour voitures » à l'occasion de sa présentation à l'Exposition Universelle. L'année de l'Exposition universelle de Paris, la commune de Paris annonce un appel d'offres pour le choix du meilleur appareil de surveillance des services de transport locaux, et le velocimeter de Belušić est choisi parce qu'il est le plus précis. En juin 1890, l'Académie française des inventeurs fait l'éloge de Belušić et lui décerne un diplôme et une médaille d'or, et le déclarant également membre d'honneur. L'appareil de Belušić mesure la vitesse, la durée du voyage, le nombre de passagers, et l'heure de sortie et d'entrée des passagers. Josip Belušić meurt le 8 janvier 1905 à Trieste. Nous ne savons pas avec certitude ce qui est arrivé à l'inventeur et à son brevet,,.